# Леміш Валентин Пантелійович
Валентин Пантелійович Леміш (12 листопада 1937, Кривий Ріг — 13 червня 2003) — український діяч будівельної галузі, політик. Народний депутат України 1-го скликання.

## Біографія

Могила Валентина Леміша

Народився 12 листопада 1937 року в місті Кривому Розі в родині робітника; українець. Вищу освіту отримав в Криворізькому гірничорудному інституті за фахом інженера будівельника.
З 1955 року був курсантом Московського прикордонного училища. З 1958 року служив в Азербайджанському прикордонному окрузі. З 1960 року — начальник відділу, помічник начальника, майстер, Будівельного управління № 16 тресту «Криворіжпівнічбуд» у Кривому Розі. З 1962 року — інструктор Жовтневого районного комітету КПУ у Кривому Розі; начальник ремонтно-будівельного цеху гірничо-збагачувального комбінату. З 1965 року — директор бетонного заводу тресту «Криворіжаглобуд». З 1966 року — начальник будуправління № 3 тресту «Криворіжпівнічрудбуд». З 1970 року — заступник керуючого, керуючий трестом «Кривбасрудбуд».
З 1975 року — головний інженер Дніпропетровського об'єднання «Облагробуд». З 1978 року — начальник Головного планово-економічного управління, заступник, перший заступник голови правління Укрміжколгоспбуду. З 1986 року — перший заступник голови республіканського кооперативно- державного об'єднання по агропромисловому будівництву (Украгробуд). З 1991 року — голова правління корпорації «Украгропромбуд». З 1994 року — завідувач відділу, начальник Головного управління з оборонних питань КМ України.
Був членом КПРС; членом ради Служби Безпеки України. 18 березня 1990 року обраний депутатом Верховної Ради УРСР по Ківерцівському виборчому округу № 46 Волинської області. Був членом комісії, першим заступником, головою Комісії ВР України з питань оборони і державної безпеки. Балотувався до Верховної Ради України наступного скликання, але не пройшов.
Нагороджений орденами «Знак Пошани», Дружби народів, медалями, Почесною грамотою Президії ВР УРСР.
Помер у 65-річному віці 13 червня 2003 року. Похований в Києві на Байковому кладовищі (ділянка № 49б, 50°25′02.8″ пн. ш. 30°30′03.4″ сх. д. / 50.417444° пн. ш. 30.500944° сх. д.).